# Arakichi
Arakichi (en georgiano: არაკიჩი; en abjasio: Аракьаҽы, romanizado: Arakjach, en armenio: Արագիչ, romanizado: Aragich) es un pueblo que pertenece a la parcialmente reconocida República de Abjasia, dentro del distrito de Ochamchira, aunque de iure es parte del municipio de Ochamchire de la República Autónoma de Abjasia de Georgia.

## Toponimia
Entre 1950 y 1953 se conoció como Didi Agaraki (en georgiano: დიდი აგარაკი).

## Geografía
Arakichi se encuentra a 30 km al noroeste de Ochamchire. Limita con Atara en el norte, Adziubzha en el oeste, y Kindgui en el sureste. La aldea de Dacha está bajo la administración del pueblo. 

## Historia
Hasta el establecimiento del pueblo en 1898, esta zona formaba parte de Adziubzha. No fue hasta 1915 que se volvió más densamente poblada debido a los inmigrantes armenios de Hamshen que huían del Imperio otomano antes del genocidio armenio. Al comienzo de la época soviética el pueblo se dividió territorialmente entre los vecinos Adziubzha y Atara pero como su población creció rápidamente, finalmente se convirtió en un selsovet independiente. Arakichi era el pueblo más grande habitado por mayoría armenia en todo el distrito de Ochamchire. Aquí se dedicaban a la agricultura (cultivo de tabaco, té, maíz), horticultura y ganadería. Además se construyeron en el pueblo una escuela secundaria y una escuela primaria, un club, una biblioteca y un centro de salud. 
Durante la guerra de Abjasia (1992-1993), las tropas del gobierno georgiano tomaron el pueblo, que fue dañado severamente y la población local sufrió crímenes de guerras (lo que generó en parte la reducción de la población).

## Demografía
La evolución demográfica de Arakichi entre 1959 y 2011 fue la siguiente:
| 1471                                                | 2172 | 873 |
| (Fuente: Population of Abkhazia since Soviet times) |      |     |

La población ha disminuido la población casi un 60% (la mayoría de la población que se fue era en su mayoría armenia) tras la guerra de Abjasia. Tanto en el pasado como ahora los armenios son la comunidad mayoritaria en el pueblo. 
|              | 2011      | 2011       |
| Grupo étnico | Población | Porcentaje |
| ------------ | --------- | ---------- |
| Georgianos   | 0         | 0%         |
| Abjasios     | 19        | 2,2%       |
| Rusos        | 18        | 2,1%       |
| Ucranianos   | 1         | 0,1%       |
| Armenios     | 819       | 93,8%      |
| Griegos      | 2         | 0,2%       |
| Total        | 873       | 100%       |

## Infraestructura

### Transporte
Al sur del pueblo se encuentra la carretera principal que conecta Sujumi con Georgia.